# Soevereiniteit
Soevereiniteit of souvereiniteit is het recht van een bestuursorgaan om het hoogste gezag uit te oefenen zonder dat verantwoording is verschuldigd aan een ander orgaan. Legitimatie van dit gezag kan vanuit verschillende gezichtspunten benaderd worden, zoals volkssoevereiniteit of godssoevereiniteit. Het begrip komt waarschijnlijk van het Latijnse superanus of suprema potestas.
In moderne staten is al het recht dat binnen het territorium geldt doorgaans terug te voeren op een grondwet of constitutie. Door middel van het soevereiniteitsbegrip wordt aangegeven waarom de grondwet geldt. In het geval van volkssoevereiniteit is dat bijvoorbeeld zo omdat het volk geacht wordt de constitutie te hebben opgesteld. In het geval van vorstensoevereiniteit wordt de vorst geacht de constitutie te hebben opgesteld.
In het moderne internationaal recht is soevereiniteit een belangrijk concept, omdat het gaat om het respect voor elkaars grenzen en het recht om gezag uit te mogen oefenen binnen de grenzen van een nationale staat, het zelfbeschikkingsrecht. Dit betekent dat een andere staat niet het recht heeft zich te bemoeien met de binnenlandse aangelegenheden en zich onthoudt van agressie tegen de soevereine staat (non-interventie). Soevereiniteit betekent ook dat een soevereine staat geen enkel gezag over een andere soevereine staat kan uitoefenen en diens territoriale integriteit moet respecteren. Het begrip had in de geschiedenis ook andere betekenissen.

## Geschiedenis

### Reformatie
Het begrip soevereiniteit in de moderne zin werd in de zestiende eeuw geïntroduceerd door de politiek filosoof Jean Bodin (1530-1596). In zijn belangrijkste werk, Les six livres de la république (1576), introduceerde hij het moderne soevereiniteitsbegrip. Hiermee legde Bodin de basis voor de theoretische grondslag van het absolutisme en het moderne staatsgezag en daarmee een belangrijke overgang van de Middeleeuwen en de Moderne Tijd.
De uitwerking van het begrip soevereiniteit door Bodin moet begrepen worden tegen de achtergrond van de Hugenotenoorlogen. Om vrede en rust terug te brengen in de samenleving, meende Bodin net als Machiavelli dat een sterk gezag nodig was. Voor Bodin was dit de Franse koning die daartoe de absolute macht moest hebben, analoog aan de pauselijke plenitudo potestatis binnen de bestuurlijke organisatie van de Rooms-Katholieke Kerk. Bodin ging daarom in tegen de beperking van de koninklijke macht die de monarchomachen voor ogen hadden, vooral na de Bartholomeusnacht van 1572. Bodin stelde daar tegenover dat soevereiniteit de absolute en eeuwige kracht van een staat is. Absoluut stond hier voor de ondeelbare macht, niet beperkt door een hoger gezag of gedeeld met lagere instellingen. Eeuwig of onvervreemdbaar hield in dat lagere instellingen wel uitvoering konden geven aan zijn macht – door recht te spreken, ambtenaren te benoemen en belastingen te heffen – maar deze bevoegdheden zijn steeds herroepbaar.
Opmerkelijk is dat Bodin de soevereiniteit niet probeerde te legitimeren met verdragen of principes als het droit divin, het goddelijk recht dat vorsten zouden hebben. Zijn concept was ook eerder naar binnen gericht dan in relatie tot andere staten.

### Vrede van Westfalen
Ten tijde van Bodin waren er weinig heersers die aanspraak konden maken op de absolute macht in hun landen. Dit veranderde langzaam door een proces van staatsvorming onder druk van de concurrentie tussen de westerse staten. Er vond een consolidatie plaats van zo'n duizend zelfstandige politieke eenheden rond 1300 en zo'n vijfhonderd rond 1500, tot enkele tientallen in 1900. Dat maakte dat de overgebleven heersers meer macht naar zich toe konden trekken ten koste van vooral de adel.
De Vrede van Westfalen in 1648 maakte een einde aan de verschillende conflicten die op dat moment in Europa werden uitgevochten. Vaak wordt dit ook gezien als het moment waarop de onderlinge verhoudingen in Europa voor het eerst gebaseerd werden op soevereiniteit en niet op de onderlinge verhoudingen van de vorsten. In realiteit gebeurde dat niet en bleef de gelaagde soevereiniteit maatgevend, ook al besefte men dat het hogere gezag de jure van het Heilige Roomse Rijk door gebrek aan keizerlijke macht de facto nauwelijks werd uitgeoefend.  

### Gevolgen
De idee van de soevereine staat was zo sterk, dat na 1648 langzaam allerlei andere vormen van bestuur verdwenen. De Hanze bijvoorbeeld kon niet meer functioneren in de nieuwe orde. Uiteraard had in een eerder stadium een verandering van de handelsstromen en handelseconomie al gezorgd voor een afbrokkeling van de Hanze, zodat zij haar positie niet kon handhaven. In een wereld echter waarin soevereiniteit de enige richtlijn was kon ze helemaal niet bestaan. Sommige Hanzesteden hadden soevereiniteit verkregen en wilden zich niet meer onderwerpen aan de Hanze. Andere behoorden tot gebieden waar een andere vorst soeverein was. Daar staat tegenover dat gecharterde ondernemingen als de Verenigde Oostindische Compagnie zich als quasi-staten begonnen te gedragen en zich op eminent politieke terreinen als muntslag of oorlogvoering begaven.
Een ander verschijnsel van de maatschappij dat is verdwenen en zijn rechtsgeldigheid heeft moeten afstaan aan de staat zijn de adelcontracten of Huisverdragen. De adel heeft zijn macht moeten afstaan aan de staat en de rechtsgeldigheid van onderlinge verdragen over opvolging is daarmee onder druk komen te staan. De adel en koning staan onder de autoriteit van de staat. Dit gebeurde op de meeste plekken pas na de Franse Revolutie, maar was wel een gevolg van het doortrekken van de redenering van Bodin. In de negentiende eeuw stond de staat zelfs centraal in vele politieke theorieën, zoals het liberalisme, socialisme, communisme en anarchisme.
De echte opkomst van de soevereine staten vond plaats in de 19e eeuw, toen nationale staten de oude orde in Europa en Amerika begonnen te verdringen.

## Tegenwoordig

### Aspecten van soevereiniteit
Het belang van de Vrede van Münster en Westfalen voor soevereiniteit is enorm groot. In het sluiten van die vrede bleken drie dingen over soevereiniteit. Aan de ene kant is soevereiniteit het niet hebben van een hogere macht boven de staat. Aan de andere kant speelt erkenning van die soevereiniteit door anderen een belangrijke rol. Beide hangen nauw samen. Als je erkent dat iemand soeverein is dan zeg je daarmee dat iemand geen hogere macht boven zich heeft, dat die gelijkwaardig is aan jou en dat je dus niet zomaar je gaat inmengen in 'binnenlandse' politieke kwesties. Een overkoepelend derde aspect is dat soevereiniteit onderhandelbaar is. Al deze aspecten komen steeds weer terug wanneer het gaat om soevereiniteit in de wereldpolitiek. Andere voorwaarden van soevereiniteit zijn dat het gezag binnen een bepaald gebied valt en daarnaast een geweldsmonopolie en belastingmonopolie bezit.

### Wereldinrichting
Sinds de dekolonisatie is bijna de hele wereld opgedeeld in soevereine staten. Je zou kunnen zeggen dat het idee van soevereiniteit van Bodin een van de meest krachtige politieke ideeën in de wereld is geweest. Wat niet wil zeggen dat het oude keizerlijke China of Japan niet soeverein geweest zouden zijn. Deze rijken hadden echter ook gebieden die ze niet direct bestuurden, maar meer indirect via tribuutbetalingen en dergelijke. In de moderne wereld bestaat dat niet meer. Naar buiten toe is de grens van de staat vastgesteld en binnen dat gebied is er een staatsapparaat dat tot die grens alles mag doen. Als er gebieden binnen die grens een zekere mate van geregelde onafhankelijkheid hebben, dan spreken we van een statenbond, bondsstaat, federatie of iets dergelijks. Is de onafhankelijkheid niet geregeld dan nog mag je niet zomaar de grens oversteken. Er wordt dan vaak gesproken van wetteloze gebieden of tribale samenleving. De grens van de staat is echter heilig.
Dit komt ook terug bij de Verenigde Naties. Erkende staten kunnen zich aansluiten bij de Verenigde Naties, deelstaten niet. Zonder erkenning kun je je niet aansluiten. Soevereiniteit is ook de basis van diplomatie. Het bepaalt met wie onderhandeld of oorlog gevoerd moet worden. Ook maakt het ambassades mogelijk. Op dat kleine gebied is het betreffende land van de ambassade de baas.

### Uitzonderingen
Hoewel soevereiniteit de manier is om de wereld in te delen is de praktijk vaak weerbarstiger. Ook tegenwoordig zijn er nog gebieden die niet echt te betitelen zijn als soevereine staten, maar wel bestaan en een vorm van eigen bestuur hebben. In zekere zin komt het onderhandelbare aspect tot uiting in de uitzonderingen. Dat is ook de reden waarom het uitroepen van de eigen staat/onafhankelijkheid zo'n heikel punt is. Een uitzonderingsgeval is Puerto Rico. Dit land is vooralsnog geen staat van de Verenigde Staten van Amerika, maar het maakt er wel deel van uit: een protectoraat. Naar buiten toe vormt een andere soevereine staat het gezag over het gebied. Naar binnen toe is het autonoom. Ook hier blijkt weer dat soevereiniteit niet zo eenduidig is als het lijkt en de genoemde aspecten van soevereiniteit kneedbaar maken.
Een andere uitzondering is de Europese Unie. In de Europese Unie hebben soevereine staten besloten bepaalde bestuursgebieden gezamenlijk uit te voeren. De afzonderlijke staten delegeren daarmee een deel van hun soevereiniteit naar een andere instelling, die zelf niet soeverein is in de zin van een erkende staat. Toch oefent deze instelling naar binnen toe soevereiniteit uit over de uitbestede beleidsgebieden. Een vraag die ook in de Republiek der Zeven Verenigde Nederlanden speelde krijgt hiermee nieuwe actualiteit; is soevereiniteit deelbaar?

## Andere vormen van staatsbestuur
Een andere vorm van staatsbestuur die in Europa bekend is geworden als tegenhanger en voorloper van de soevereine staat is suzereiniteit. Daarbij is er ook een vorst die het hoogste is, de zogenaamde suzerein, maar deze is gebonden aan regels. Het landsbestuur is gedeeld. Dat wil zeggen dat verschillende vorsten verschillende bestuursgebieden hebben. De ene vorst mag alleen rechtspreken over diefstal in een gebied, maar bij moord in dat gebied moet een andere vorst rechtspreken. In het ene gebied mag de vorst wel tol heffen, maar in een ander gebied weer niet. De koning heeft in theorie vastomlijnde bevoegdheden, maar kan nooit zomaar bevoegdheden naar zich toe trekken. Die behoren bijvoorbeeld aan een ander toe.
Soms neemt suzereiniteit de vorm aan van autonomie of een protectoraat.

## Orderecht
In het Orderecht is de soeverein van de orde het hoogste gezag binnen een Ridderorde. Niet iedere orde kent een soeverein, de Nederlandse en Belgische koningen zijn grootmeester van hun orden. De Britse koning is de soeverein van een aantal orden en laat zich daarbij bijstaan door een grootmeester. In andere orden van Groot-Brittannië of landen van het Gemenebest is de koning zèlf grootmeester en ontbreekt een soeverein. Karel van Habsburg-Lotharingen is "hoofd en soeverein" van zijn Orde van het Gulden Vlies.